# 敦德图马塔拉
敦德图马塔拉也作中马塔拉湖，是位于中国内蒙古自治区锡林郭勒盟苏尼特左旗巴彦淖尔镇西北部的的一个内流盐湖，地处巴彦锡力嘎查东南约8千米。湖面海拔1020米，湖长2.0千米，最大湖宽1.0千米，平均湖宽0.5千米，面积1.0平方公里。